# 鮑威爾斯維爾 (北卡羅萊納州)
鮑威爾斯維爾（英語：Powellsville）是一個位於美國北卡羅萊納州伯蒂縣的城鎮。

## 人口
根據2020年美國人口普查的數據，鮑威爾斯維爾的面積為0.92平方千米，皆為陸地。當地共有人口189人，而人口密度為每平方千米205人。